# Eberhard Gerhardt
Eberhard Ernst August Gerhardt (* 19. Oktober 1910 in Krobitz, Thüringen; † 18. Januar 1999 in Mannheim) war ein deutscher Agrar- und Wirtschaftswissenschaftler.

## Leben
Der aus dem thüringischen Krobitz bei Weira gebürtige Eberhard Gerhardt, Sohn des Landwirts Oskar Gerhardt und der Anna geborene Thurnau, widmete sich nach abgeschlossenem Abitur den Studien der Landwirtschaft und der Nationalökonomie an der Universität Breslau, bevor er 1939 zum Dr. agr. promoviert wurde. Nach der Teilnahme am Zweiten Weltkrieg trat er 1946 eine Assistentenstelle an der Friedrich-Schiller-Universität Jena an, 1949 wechselte er an die Universität Rostock, dort habilitierte er sich 1955 für das Fach landwirtschaftliche Betriebslehre.
Eberhard Gerhardt flüchtete in der Folge in den Westen, 1958 wurde er für das Fach Agrarpolitik an der Justus-Liebig-Universität Gießen umhabilitiert. Eberhard Gerhardt, der dort 1963 zum Diätendozenten, 1965 zum außerplanmäßigen Professor ernannt wurde, wurde 1976 emeritiert. Gerhardt, der 1941 Magda geborene Kirsch heiratete, mit der er einen Sohn hatte, verstarb 1999 im Alter von 88 Jahren in Mannheim. Seine wissenschaftliche Arbeit umspannte die Gebiete Agrarpolitik, Wirtschaftspolitik sowie Wirtschaftswissenschaften.

## Schriften
- Thünens Tellower Buchführung: die Gewinnung des Zahlenmaterials für den „Isolierten Staat“ und für anderweite Arbeiten J.H. v. Thünens, Hain, Meisenheim am Glan, 1964
- Agrarwirtschaft und Agrarpolitik, Kiepenheuer & Witsch, Berlin, Köln, 1969
- Der Standort der Forstwirtschaft im Wettbewerb um den Raum : Nach einem dynamischen Betriebsmodell in einer stationären Wirtschaft, Hain, Meisenheim am Glan, 1971